# Сёстры Босвелл
Сёстры Босвелл (также — Босуэлл) (англ. The Boswell Sisters) — американское вокальное трио, получившее феноменальную популярность в Америке 1930-х годов. Трио состояло из родных сестёр: Марты Босвелл Ллойд (Martha Boswell Lloyd; 9 июля 1905 — 2 июля 1958), Констанс Фур (Конни) Босвелл (Constance Foor «Connee» Boswell; 3 декабря 1907 — 11 октября 1976), и Гельвеции (Вет) Босвелл (Helvetia «Vet» Boswell; 20 мая 1911 — 12 ноября 1988).

## История
Сёстры Босвелл родились в семье менеджера и бывшего водевилиста Клайда Босвелла и его жены Мелдании Фур, росли в городе Новый Орлеан, штат Луизиана. Марта и Конни родились в Канзас-Сити, а Гельвеция появилась на свет в Бирмингеме. В 1914 году семья Босвелл покинула Бирмингем и переехала в Новый Орлеан, где и началась музыкальная карьера сестёр.
Уже в подростковом возрасте они были хорошо известны в родном городе по выступлениям на радио и в местном театре. Свои первые записи для Виктор Рекордс девушки сделали ещё в 1925 году, однако слава к ним пришла лишь после переезда в Нью-Йорк в 1930 году, где они и начали появляться на национальном радиовещании. С 1931 по 1935 год песни The Boswell Sisters выходили на лейбле Brunswick Records. Записи, сделанные в этот период, считаются важной вехой в истории записи джаз-вокала. The Boswell Sisters были одним из немногих коллективов, которым позволялось изменять аранжировки популярных песен (звукозаписывающие компании оказывали давление на музыкантов, отказывая им в изменении аранжировок популярных в то время мелодий).
В 1934 году трио записало песню «Rock and Roll», которая появилась в фильме «Трансатлантическая карусель». Считается, что это употребление термина рок-н-ролл — одно из самых ранних, но в данном случае термин имеет отношение не к музыке, а к покачивающемуся ритму моря.
В течение 1930-х годов сёстры Босвелл записали около 20 хитов, самым популярным из которых является песня «The Object Of My Affection», записанная в 1935 году. В 1936 году трио подписало контракт со студией Decca Records, однако после записи всего трёх песен коллектив распался. Последняя композиция, записанная The Boswell Sisters, была сделана 12 февраля 1936 года.

## Влияние
О влиянии The Boswell Sisters на своё творчество говорят такие современные коллективы, как The Puppini Sisters, The Pfister Sisters, испанский коллектив O Sister!, итальянское трио Sorelle Marinetti и многие другие. Популярный в 1940-х годах успешный американский вокальный коллектив Сёстры Эндрюс начал свою карьеру в подражание сёстрам Босвелл. Также одна из величайших джазовых вокалисток в истории Элла Фицджеральд признавалась, что была влюблена в голос Конни Босвелл и пыталась ей подражать.